# اللباس في المسيحية

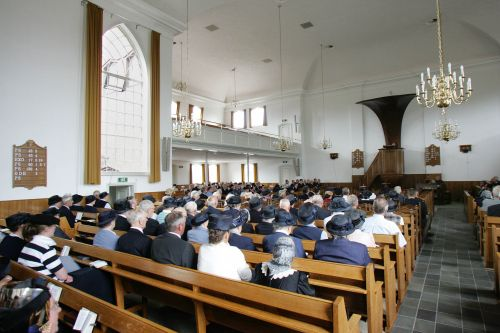
قداس في كنيسة بروتستانتية الرجال في بذلات والنساء مغطية شعرها.

اللباس في المسيحية لا تفرض المسيحية أنماطًا محددة من المظهر الخارجي، إلا أنها تلزم الحشمة؛ مع مرور الزمن تطورّت أنماط مختلفة من أنماط اللباس بين الجماعات والطوائف المسيحية المختلفة وتطور أنماط لباس خاصة برجال الدين المسيحي وبرهبانه.

## التاريخ
حثّ البابا غريغوري الكبير عامة الشعب على الاهتمام بالنظافة الشخصية والإستحمام خاصًة عشية يوم السبت ويوم الأحد. فظهر ما يسمى اللباس الأفضل ليوم الأحد إذ أن في العديد من المجتمعات المسيحية يلبس أفضل وأرقى الملابس في يوم الأحد من أجل حضور صلاة يوم الأحد. يلبس الرجال غالبّا البذلة. في العديد من التجمعات المسيحية خصوصًا لدى الكنائس المسيحية الشرقية والكنائس البروتستانتية المحافظة، يفرض على المرأة تغطية الرأس خلال حصور القداس.
في الكاثوليكية، تغطية الرأس للمرأة في الكنيسة واجبة منذ عام 1917 ويكون من خلال ارتداء المانتيلا وهي قطعة من الدانتيل أو الحرير توضع على الراس والكتف ويتم عادة وضعها على مشط مزخرف كبير. في الطوائف المسيحية مثل المورمونية وأتباع كنائس تجديدية العماد البروتستانتية مثل الأميش تلتزم نسائها بلبس نوع من الطاقية أو غطاء الرأس وهن لا يلبسن إلا الأكمام الطويلة واللباس الفضفاض الطويل ويلتزم رجالها بلبس القبعات التي يختلف نوعها باختلاف المناسبة، كما ويلتزم الرجال من مذهب تجديدية العماد بلبس ملابس خاصة.
يختلف ملبس رجال الدين المسيحي من طائفة لأخرى ومن مرتبة دينية لأخرى فلباس الشَّـمّاس يختلف عن لباس الكاهن وهما يختلفان عن لباس الأسقف.

## أنماط اللباس في المسيحية

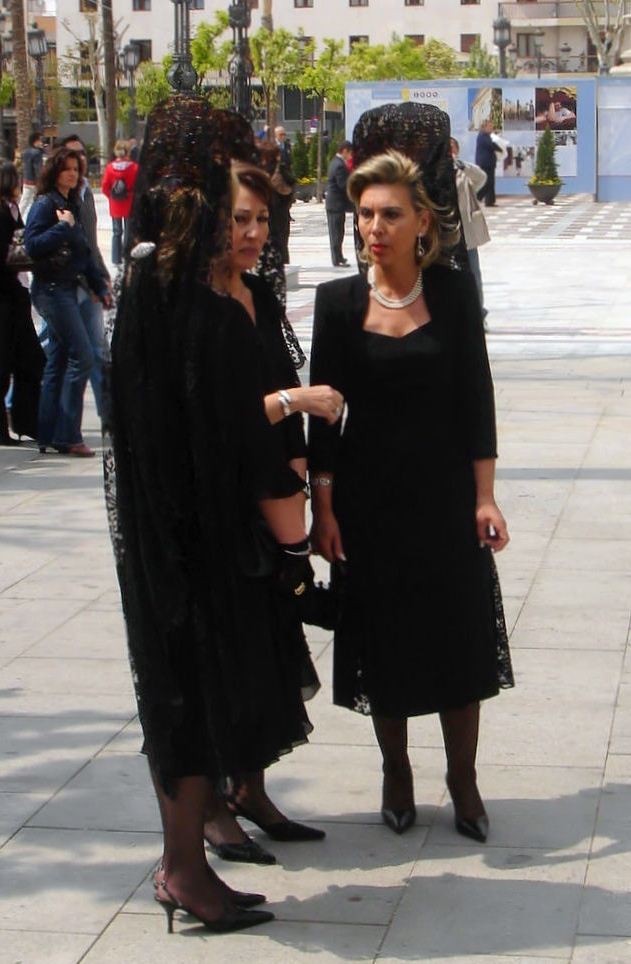
المانتيلا، اللباس التقليدي في الثقافة الكاثوليكية.
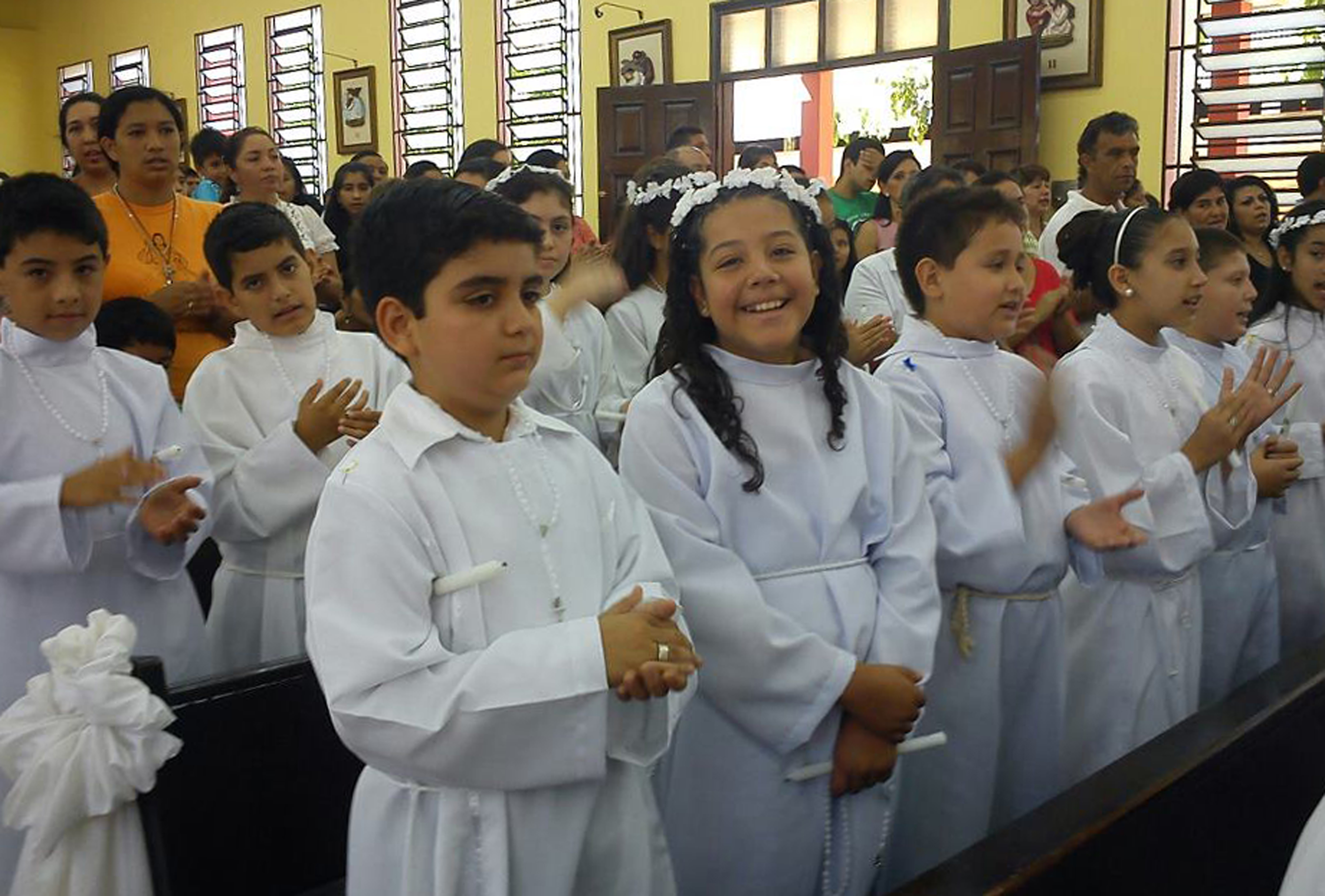
اللباس القليدي للأطفال يوم أول قربانة.
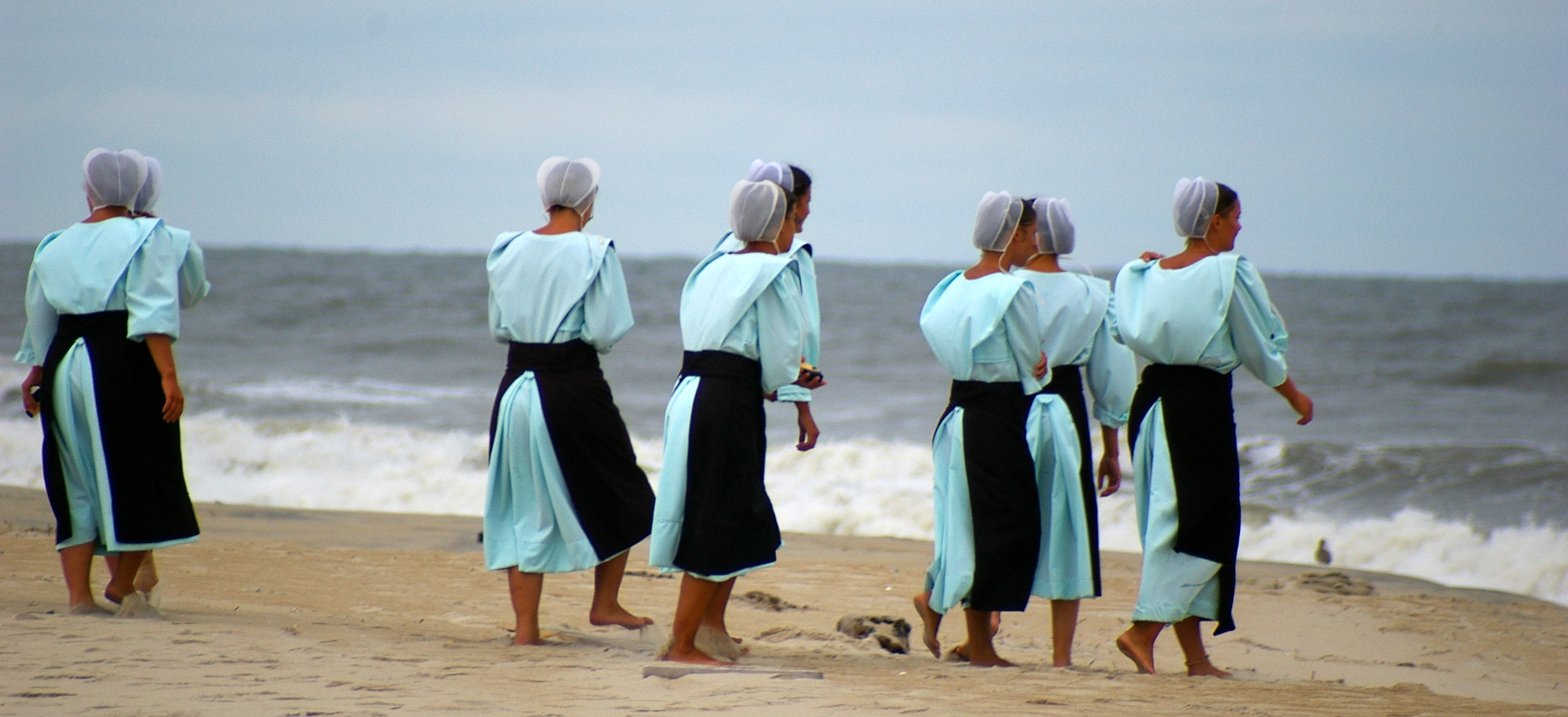
نساء من الأميش في لباسها التقليدي.
البذلة، يرتديها الرجال والشباب المسيحيين في الزفاف وفي القداس.
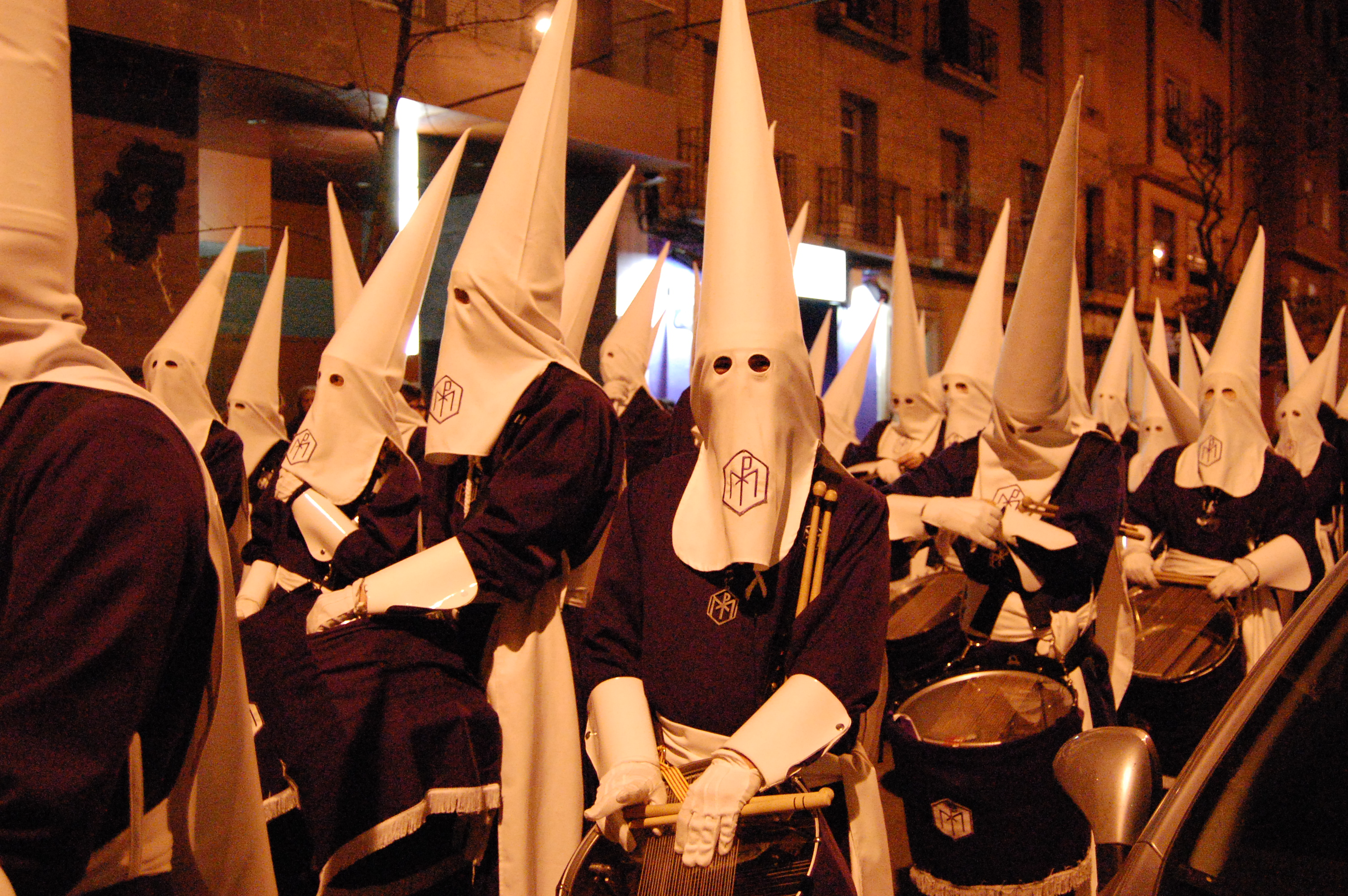
لباس النزارينو يرتديه الكاثوليك المتدينين خلال أسبوع الآلام.
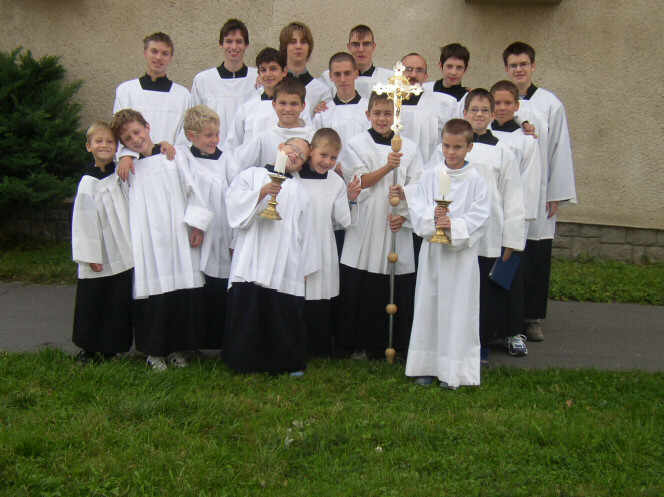
صور جماعيَّة لخدّام الهيكل في لباسهم التقليدي.
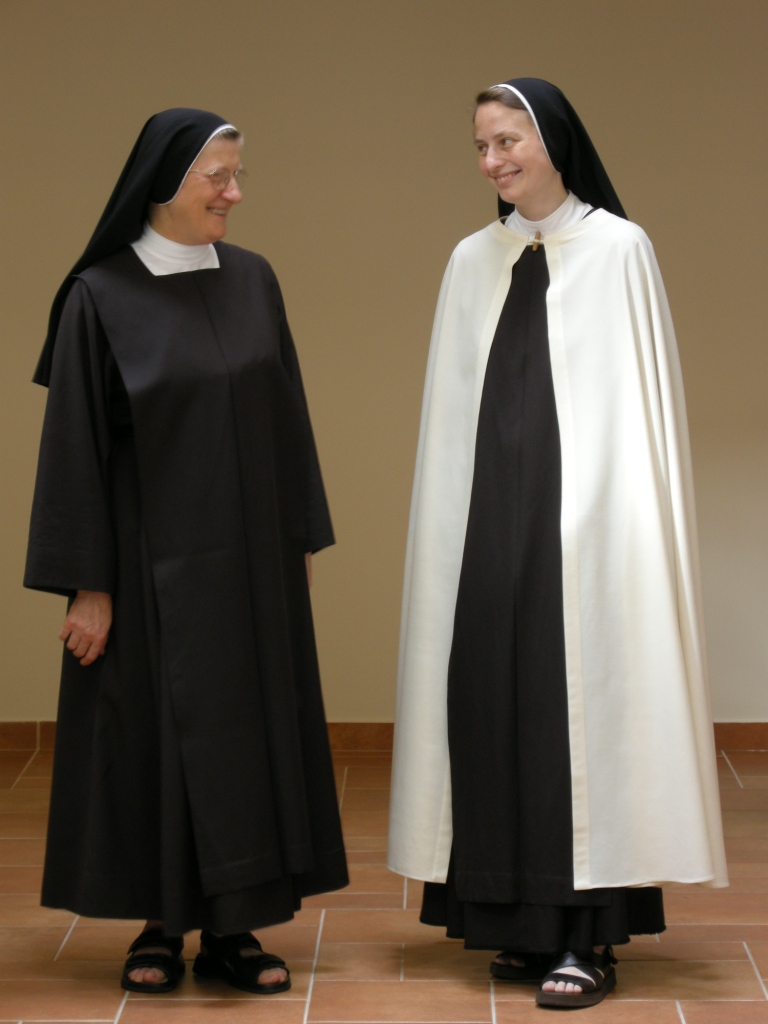
راهبات مسيحيات في لباسهم التقليدي.
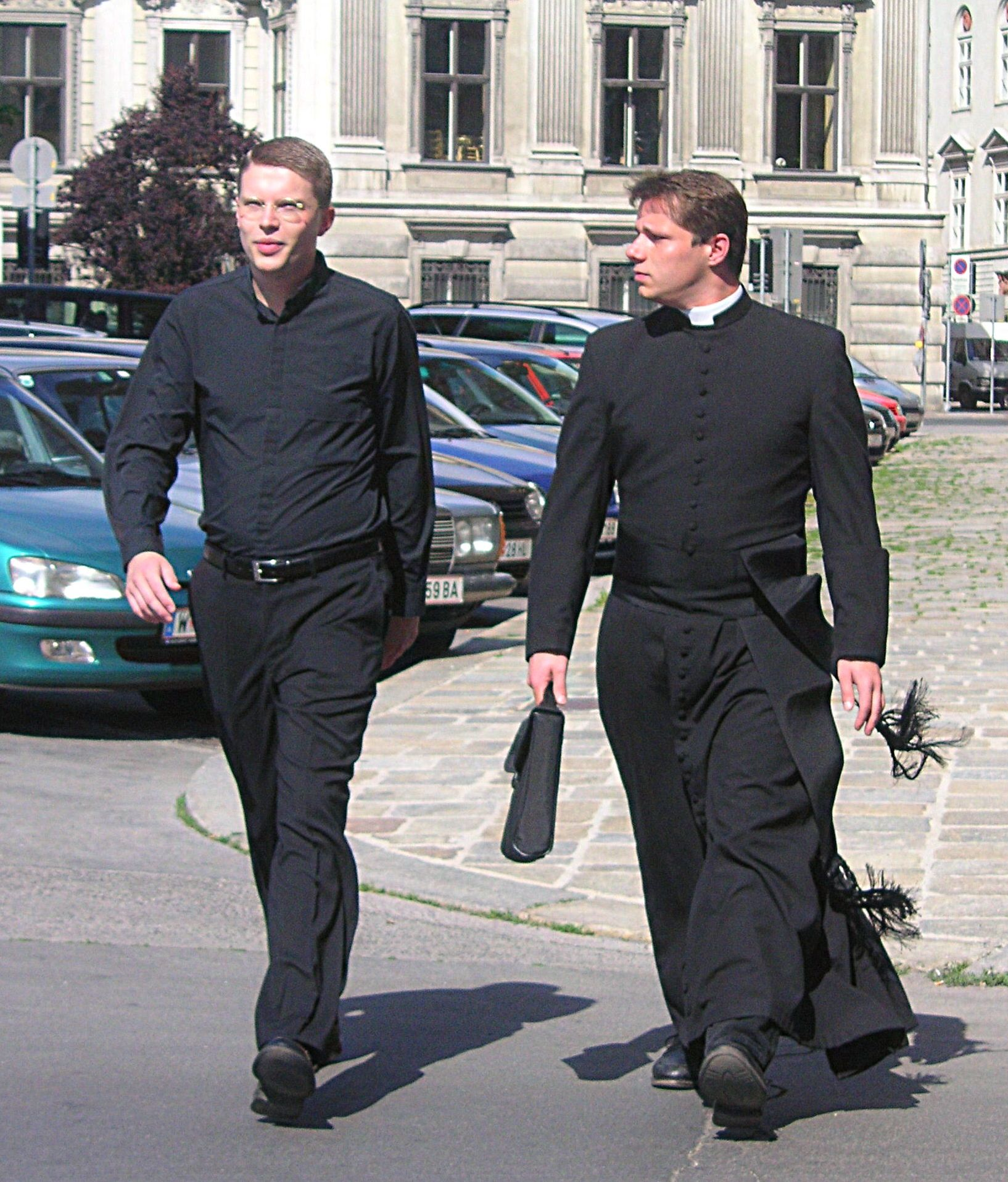
كاهن من الكنيسة الرومانية الكاثوليكية في لباسه التقليدي.
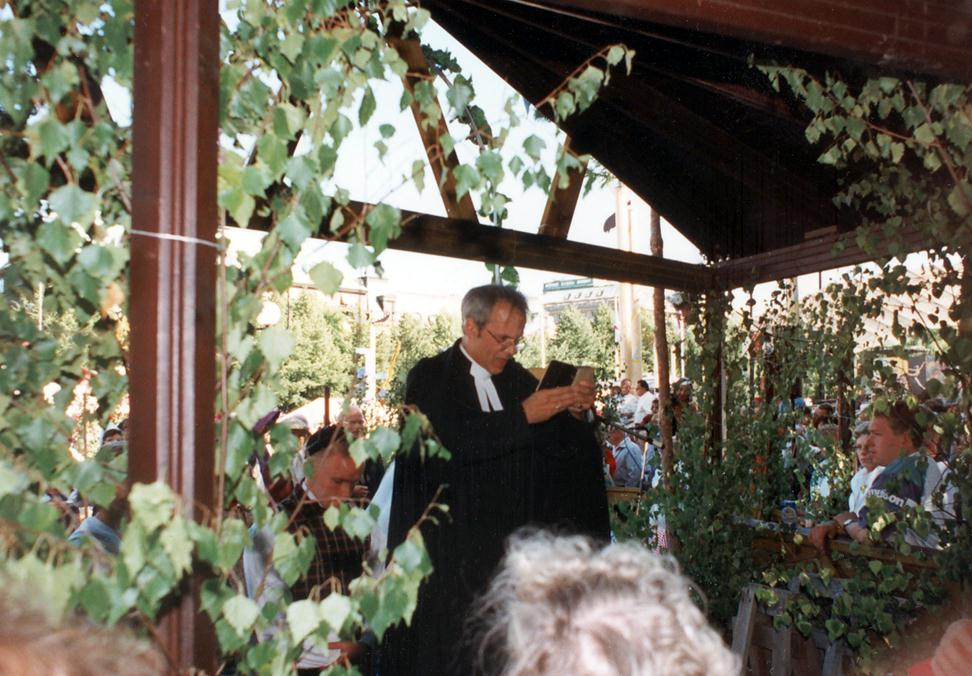
قس بروتستانتي في لباسه التقليدي خلال تأدية الصلوات.
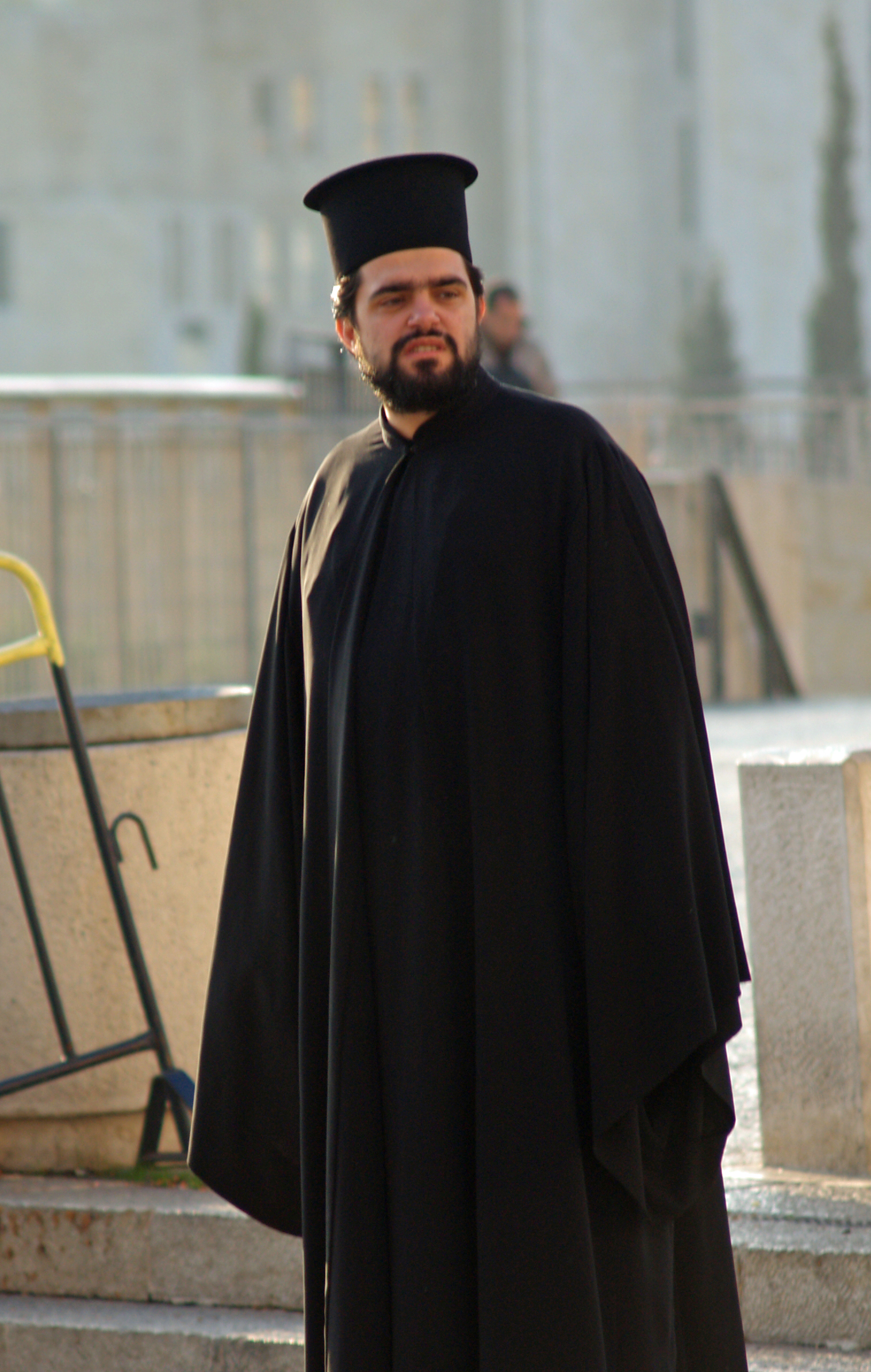
كاهن من الكنيسة اليونانية الأرثوذكسية.
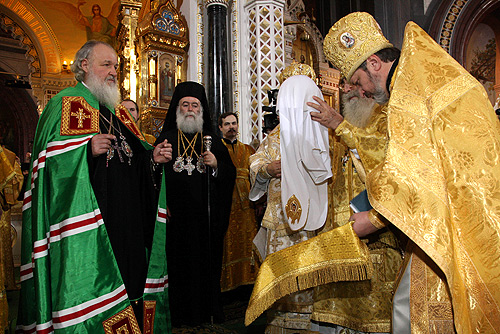
أساقفة من الكنائس الأرثوذكسية الشرقية تتنوع لباسهم بإختلاف كنائسهم.
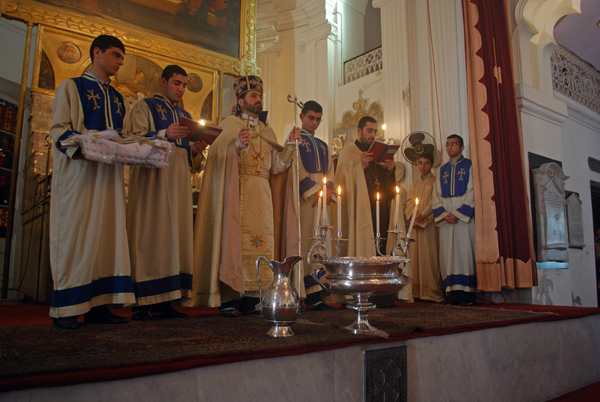
كهنة وشمامسة أرمن بلابسهم الديني.
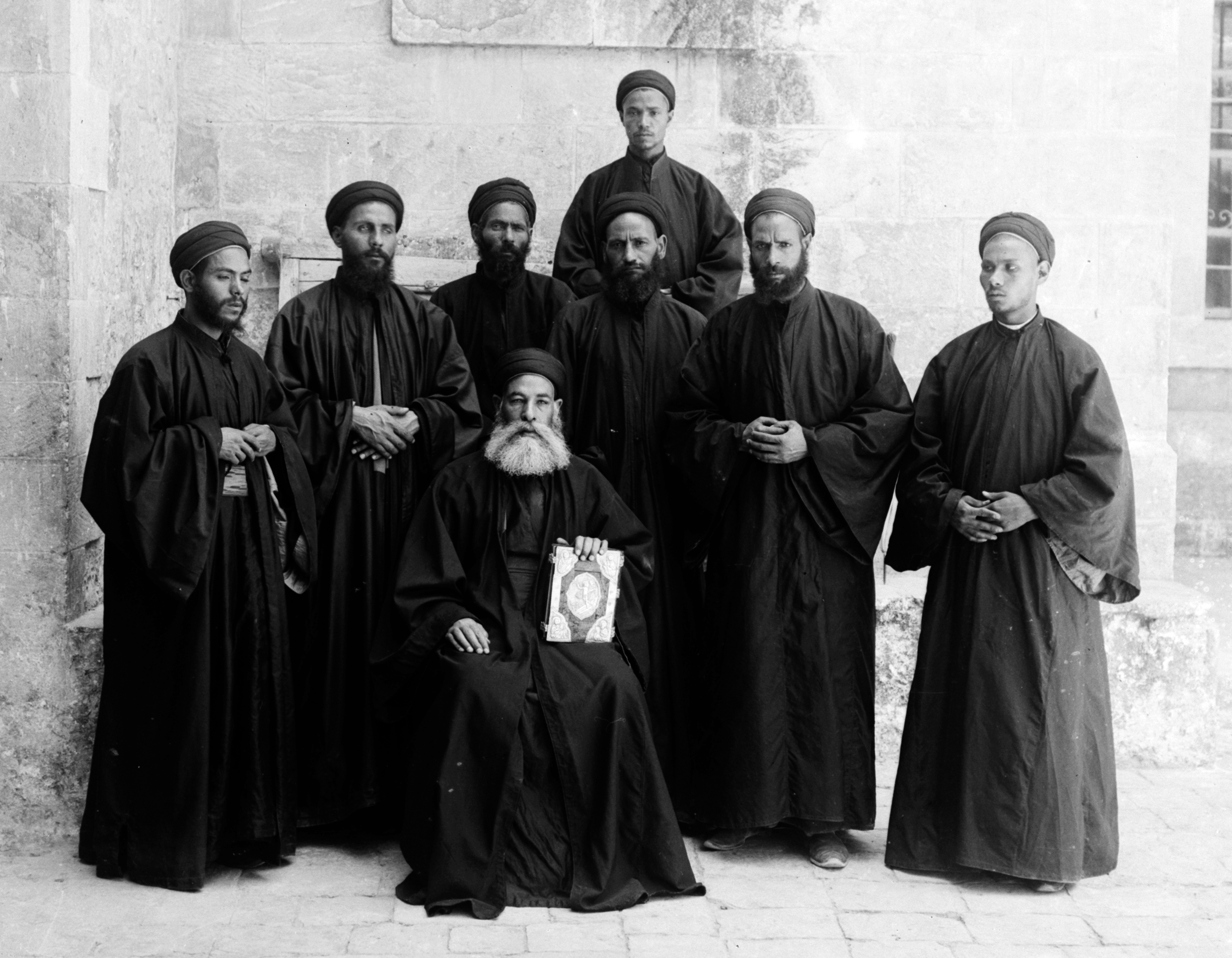
لباس الرهبان الأقباط.
أسقف من الكنيسة السريانية الأرثوذكسية.
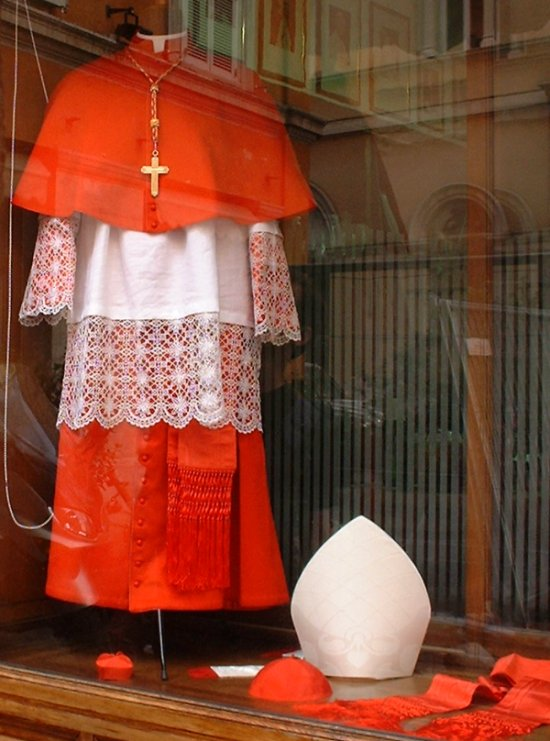
لباس كرادلة.

## اقرأ أيضاً
- كتونة
- رداء الكاهن
- غطاء الرأس في المسيحية